# Le Fœil
Le Fœil (tiếng Breton: Ar Fouilh) là một xã của tỉnh Côtes-d’Armor, thuộc vùng Bretagne, tây bắc Pháp.

## Dân số
Người dân ở Le Fœil được gọi là Fœillais.